# Andreas Acrivos
Andreas Acrivos (Atenas, 13 de junio de 1928– Stanford, California, 17 de febrero de 2025) fue un físico y educador greco-estadounidense. Fue profesor emérito de ciencia e ingeniería Albert Einstein en el City College de Nueva York. También fue director del Instituto Benjamin Levich de Hidrodinámica Fisicoquímica.

## Biografía
Nacido en Atenas, Grecia, se mudó a Estados Unidos para estudiar ingeniería. Recibió una licenciatura de la Universidad de Siracusa en 1950, una maestría en 1951 y un en 1954 en la Universidad de Minnesota; todo en ingeniería química.
Es considerado uno de los principales fluidodinámicos del siglo XX. En 1954 se incorporó a la facultad de la Universidad de California en Berkeley. En 1962, se trasladó a la Universidad de Stanford, donde trabajó con el profesor David Mason para crear programas de ingeniería química. En 1977, fue elegido miembro de la Academia Nacional de Ingeniería por sus contribuciones en la aplicación del análisis matemático a la comprensión de fenómenos fundamentales en los procesos de ingeniería química. En 1987, se incorporó como profesor Albert Einstein de Ciencias e Ingeniería en el City College of New York, sucediendo a Veniamin Levich.
De 1982 a 1997 se desempeñó como editor en jefe de la revista Physics of Fluids. Ha sido incluido como autor ISI altamente citado en ingeniería por ISI Web of Knowledge de la Thomson Scientific Company.

## Premios y honores
- Medalla Nacional de Ciencias (2001)
- Miembro de la Academia Estadounidense de Artes y Ciencias (1993)[5]
- Premio Dinámica de Fluidos (Fluid Dynamics Prize) (1991)[6]
- Medalla G. I. Taylor de la Sociedad de Ciencias de la Ingeniería (1988)[7]
- Miembro de la Academia Nacional de Ingeniería (1977)